# Copa Colombia 1963
La Copa Colombia 1963 fue un título conmemorativo, no una competición, que se le entregó al Club Deportivo Los Millonarios por haber conseguido el tricampeonato del fútbol profesional colombiano de 1961, 1962 y 1963. 
La Copa Colombia fue una idea impulsada por la Dimayor en pleno auge de la famosa época del «Dorado» del fútbol colombiano, como un torneo oficial e independiente del Campeonato de Liga y bajo el formato eliminatorio muy similar al de la Copa del Rey en España (con partidos de ida y vuelta). Debido al poderío económico de los clubes y la liga colombiana en aquella época, muchos equipos contaban con amplias nóminas para la disputa de ambos torneos además de los juegos internacionales que disputaban.

## Desarrollo
Millonarios obtuvo su segundo título y consiguió la Copa Colombia definitivamente en propiedad tras coronarse campeón consecutivamente de las Ligas de 1961, 1962 y 1963, tal como la estipulaba el reglamento de la Dimayor, el 19 de diciembre de 1963, justo el día que se coronó campeón de la Liga venciendo 4-1 al Deportes Tolima. Millonarios repitió lo hecho cuando ganó su primer tricampeonato de 1951, 1952 y 1953.

## Controversia
Actualmente esta edición no es reconocida por la Dimayor como un título oficial y, según su página web oficial, Millonarios solo cuenta con tres palmarés de este torneo, en 1952-53 y en 2011 y 2022, mientras que Millonarios cuenta con los tres torneos dentro de sus palmarés oficiales. También es importante destacar que no existe trofeo de dicho título.